# Пинокио (филм из 1940)
Пинокио (енгл. Pinocchio) је амерички анимирани филм компаније Волт Дизни из 1940. године снимљен по роману Карла Колодија.

## Радња филма
У кући мајстора Ђепетеа увек је живо, чак и кад он и његов мачак Фигаро спавају. Тада главну реч има цврчак Цврки, који се диви свему што је мајстор Ђепето својим рукама направи. Један је од најлепших предмета у радионици дрвени лутак, којему мајстор додаје задње намазе боје да би био савршен. И таман кад га је завршио и кренуо на спавање, на небу је угледао звијезду падалицу, па је зажелио да дрвени лутак постане прави дечак. Цврки је врло скептичан према могућности да се та немогућа жеља оствари, па је његово чуђење неизмјерно кад се те ноћи појави вила с чаробним штапићем и каже како је дошла испунити Ђепетеову жељу, јер је он увек чинио добро, па је заслужио да се и њему нешто лепо догоди. Један замах и лутак је оживио. Да би знао што је добро, а што зло, мора имати савјест, па вила именује Цвркија да буде витез Савјест. А кад се добри мајстор пробуди, напокон има правог дечака каквога је увек желио. Дао му је име Пинокио...Креће прича и авантуре лутка Пинокиа све док не постане прави дечак.

## Улоге
| Име лика     | Глас           |
| ------------ | -------------- |
| Пинокио      | Дики Џоунс     |
| Цврчак Цврча | Клиф Едвардс   |
| Ђепето       | Кристиан Руб   |
| Лисац        | Валтер Катлет  |
| Кочијаш      | Чарлс Џуделс   |
| Плава вила   | Евелин Винабле |